# Конкордія (стадіон)
«Конкордія» (рум. Stadionul Concordia) — футбольний стадіон у Кіажні, Румунія, домашня арена «Конкордії».
Стадіон побудований у 2005 році, матчі приймає з 2007 року. У 2011 роках був реконструйований, в результаті чого приведений до вимог УЄФА. Арена обладнана системами освітлення, поливу та дренажу поля. На стадіоні встановлені турнікети та сучасна система відеоспостереження.
На стадіоні проходили матчі фінального турніру юнацького чемпіонату Європи 2011 року, зокрема три гри групового етапу, один півфінал та фінальна гра.